# Parafia św. Michała Archanioła w Rzeszowie
Parafia św. Michała Archanioła w Rzeszowie − parafia znajdująca się w diecezji rzeszowskiej w dekanacie Rzeszów Katedra. Erygowana w 1982. Mieści się przy ulicy św. Michała Archanioła. Kościół parafialny, murowany, wybudowany w 1981.

## Historia
Początki parafii zaczęły się w 1980 roku, gdy Helena Cieślewicz ofiarowała budowany dom, z przeznaczeniem na kaplicę i salę katechetyczną. Po adaptacji w tym domu rozpoczęła się katechizacja i otworzona została kaplica pw. Św. Trójcy. 1 lipca 1981 roku bp Ignacy Tokarczuk nadał statut kaplicy rektoralnej, a jej rektorem został ks. Stanisław Potera. 
25 września 1981 roku rozpoczęła się budowa drewnianego kościoła, który z gotowych elementów zbudowano w ciągu dwóch dni. 27 września 1981 roku odprawiono pierwszą mszę świętą. 8 listopada 1981 roku bp Ignacy Tokarczuk poświęcił kościół pw. św. Michała Archanioła. 
1 sierpnia 1982 roku została erygowana parafia, z wydzielonego terytorium parafii św. Rocha w Słocinie i parafii Najświętszego Serca Jezusowego w Rzeszowie. W 1983 roku posługę w parafii rozpoczęły S.S. Służebniczki starowiejskie. W latach 1985–1987 zbudowano dom parafialny, w którym mieści się Diecezjalne Biuro Akcji Katolickiej. W 1987 roku poszerzono kościół o nawy boczne i podwyższono dach. W 1996 roku na placu kościelnym ustawiono figurę św. Michała Archanioła. 
16 grudnia 2000 roku odbyła się konsekracja kościoła, której dokonał bp Kazimierz Górny. W latach 2007–2008 dokonano kolejnej rozbudowy kościoła, który poświęcił 29 września 2008 roku bp Kazimierz Górny. 

## Proboszczowie parafii
Źródło: 
- 1981–2020 ks. prał. Stanisław Potera.
- od 2020 ks. Michał Bator

## Zasięg parafii
Teren parafii obejmuje ulice:
- Artylerzystów
- Betleja
- Cytadeli Warszawskiej
- Czerwcowa
- Czołgistów
- Grudniowa
- Hubala
- Hutników
- Jesienna
- Aleje A. Krzyżanowskiego (bez dwóch numerów)
- Kwietniowa
- Letnia
- Lipcowa
- Lotników
- Marynarzy
- Mieszka I
- Miodowa
- Modrzejewskiej
- Aleje Niepodległości (bez trzech numerów).
- Nizinna.
- Obrońców Helu.
- Okopowa.
- Orkana.
- Ossoliński.
- Norwida.
- Paderewskiego (część).
- Przybosia.
- Pawlikowskiej-Jasnorzewskiej.
- Południowa (numery parzyste).
- Puszkina.
- Aleja Rejtana (część).
- Saperów.
- Sierpniowa.
- Słodka.
- Stoczniowców.
- Struga.
- Szymanowskiego.
- św. Michała.
- Ułanów.
- Wiosenna.
- Wrześniowa.
- Wytrwałych.
- Zimowa.
- Zwiadowców.